# Cavernocepheus monticola
Cavernocepheus monticola är en kvalsterart som beskrevs av P. Balogh 1989. Cavernocepheus monticola ingår i släktet Cavernocepheus och familjen Tetracondylidae. Inga underarter finns listade i Catalogue of Life.